# Красная Горка (Мамадышский район)
Красная Горка — село в Мамадышском районе Татарстана. Входит в состав Красногорского сельского поселения.

## География
Находится в центральной части Татарстана на расстоянии менее 2 км на запад от районного центра города Мамадыш.

## История
Известно с 1652 года, упоминалось также как Архангельское (по церкви). В 1802 году была построена Михайло-Архангельская церковь, в начале XX века в селе располагалось волостное правление.

## Население
Постоянных жителей было: в 1782—810 душ мужского пола, в 1859—1993, в 1897—2052, в 1908—2237, в 1920—2046, в 1926—1752, в 1938—1479, в 1949—830, в 1958—794, в 1970—1206, в 1979—1386, в 1989—1224, в 2002 году 1391 (татары 55 %, русские 43 %), в 2010 году 1333.